# Diphyus cyanimontis
Diphyus cyanimontis là một loài tò vò trong họ Ichneumonidae.